# Сиро-маланкарская католическая церковь
Сиро-Маланкарская католическая церковь (лат. Ecclesia Syro-Malankara Catholica, малаял. മലങ്കര സുറിയാനി കത്തോലിക്കാ സഭ) — восточнокатолическая церковь. Придерживается западно-сирийского литургического обряда, восходящего к старинному антиохийскому обряду (кроме сиро-маланкарской церкви этот обряд используется также Сирийской католической церковью). Одна из четырёх восточнокатолических церквей, имеющих статус верховного архиепископства. Церковь распространена, главным образом, в Индии, является одной из частей древней индийской христианской общины, известной как христиане апостола Фомы.

## История
Согласно церковному преданию Благую весть в Индию принёс апостол Фома. С древних времён на юго-западе страны, главным образом в штате Керала, сложилась христианская церковная община с оригинальными традициями. Община находилась в евхаристическом общении с несторианской Ассирийской церковью Востока, которая регулярно присылала в Индию епископов и митрополитов, возглавлявших местных христиан. Это привело к тому, что индийские христиане использовали в литургической жизни восточно-сирийский или халдейский обряд, как и Ассирийская церковь Востока, хотя и привнесли в него некоторые свои черты. Однако, несмотря на это, христиане апостола Фомы не приняли несторианскую догматику. Вплоть до XV века индийские христиане не контактировали с европейскими церквями.
В XV веке на индийском побережье высадились португальские мореплаватели, встретившие там к своему изумлению сложившуюся древнюю христианскую церковь, которая была принята в литургическое общение с Римом. Португальцы не отнеслись уважительно к местной традиции и начали деятельность по постепенной латинизации церкви. Это привело к многочисленным расколам и нестроениям среди христиан апостола Фомы. В 1653 году значительная их часть заявила о разрыве отношений с Римом. Поскольку древние связи с Ассирийской церковью Востока к XV веку были утрачены, поиски этой группой союзников привели их к контактам с Древневосточной Сиро-яковитской православной церковью. В 1665 году патриарх этой церкви согласился послать епископа возглавить общину при условии, что она примет сирийскую монофизитскую христологию и западно-сирийский (антиохийский) литургический обряд. Эта группа стала автономной Церковью в рамках Сирийского патриархата и известна под названием Маланкарская православная церковь. Прочие христиане апостола Фомы остались в общении с Римским епископом, положив таким образом начало Сиро-малабарской католической церкви и сохраняя восточно-сирийский обряд.
Рим, впрочем, не оставлял попыток восстановить утраченное общение с западно-сирийской Маланкарской церковью. В XVIII веке был предпринят ряд попыток восстановления единства, не увенчавшихся успехом. В 1926 году пять епископов маланкарцев вошли в конфликт с иерархией Сиро-яковитской церкви и начали переговоры со Святым Престолом. Естественным условием Ватикана был отказ от монофизитства и принятие всей остальной католической догматики. Со своей стороны Святой Престол согласился принять священников и епископов маланкарцев в сущем сане и сохранить за ними их западно-сирийский обряд. На таких условиях согласились воссоединиться с Католической церковью двое епископов и несколько священников, которые были 20 сентября 1930 года торжественно приняты в Католическую церковь. Этот день фактически является датой рождения новой Сиро-маланкарской католической церкви западно-сирийского обряда.
В последующие десятилетия церковь испытывала заметный рост. В 30-х годах из Маланкарской церкви перешли ещё два епископа. В 1950 году церковь насчитывала 65 588, в 1960 году — 112 478, а в 1970—183 490 верующих.
14 марта 1953 года церковь перешла на григорианский календарь.
Епархии были разукреплены — из Епархии Тируваллы были выделены епархии Батери (1978) и Муваттупужа (2003), из архиепархии Тривандрума епархии Мартандома и Мавеликары (1996). 10 февраля 2005 года папа Бенедикт XVI повысил церкви статус до Верховного архиепископства. В 2006 году Епархия Тируваллы стала архиепархией. В 2010 году была создана единственная диаспоральная структура церкви — Апостольский экзархат в США.

## Современное состояние
Сиро-маланкарская католическая церковь имеет статус Верховного архиепископства. Верховный архиепископ церкви также именуется «католикосом». Резиденция расположена в южно-индийском городе Тируванантапураме (Тривандруме). С февраля 2007 года церковь возглавляет верховный архиепископ Моран мор Баселиос Клеемис Тоттункал.
Кроме верховной архиепархии Тривандрума, в Индии церковь представлена архиепархией Тируваллы и девятью епархиями — Батери, Мавеликары, Мартандома, Муваттупужа, Парассалы, Патанамтитты, Путура, святого Ефрема в Хадки и святого Иоанна Златоуста в Гургаоне. Приходы церкви есть и за пределами Индии: в США и Канаде (епархия Пресвятой Девы Марии, Царицы Мира), Европе и на Ближнем Востоке. Членами этих приходов являются представители индийской диаспоры.
Согласно данным Annuario Pontificio за 2016 год число членов церкви превышает 450 тысяч человек. В церкви 14 епископов, 716 священников, 234 монаха (включая 116 иеромонахов), 978 приходов.
Главная семинария церкви — Св. Марии в Тируванантапураме, основана в 1983 году. Церковь проводит активную деятельность в области образования, ей принадлежит 7 колледжей и 270 школ.
Богослужения проводятся на языке малаялам, сирийском, английском, хинди и тамильском.